# 한수민 (미스코리아)
한수민(1991년 11월 29일 ~ )은 대한민국의 2013년 미스코리아 미(美)이다.